# 名鉄ト300形貨車
名鉄ト300形貨車（めいてつト300がたかしゃ）とは、かつて名古屋鉄道で運用されていた木造貨車（無蓋車）である。

## 概要
- 元は1922年（大正11年）より尾西鉄道が明治時代の貨車を小型有蓋車を改造し、10ｔ積無蓋車とした貨車テト300形（テト301 - テト315）である。1925年（大正14年）に尾西鉄道が鉄道事業を名古屋鉄道（初代）に譲渡すると改造は名鉄に引き継がれ、1927年（昭和2年）までに5両（テト316 - テト320）が追加改造され、総数は20両となる。種車となった小型有蓋車は明治30年代から40年代の車両であり、製造会社も松井自動車工作所（松井車両製作所）、日本車輌製造などまちまちであった。1937年（昭和12年）に軸距を2,743 ㎜から3,140 ㎜に改造。1941年（昭和16年）にト300形（ト301 - ト320）に改番する。国鉄直通貨車として運用される。
- 昭和20年代に5両（ト316 - ト320）が空気制動を設置する改造が行われる。戦後は西部線及び三河線で運用されたが、昭和30年代に国鉄直通貨車からは抹消され、社内専用貨車となる。1965年（昭和40年）に形式消滅した。